# Robert Abigail
Robert Abigail, artiestennaam van Patrick Robert Abergel (Rotterdam, 25 juni 1981), is een Belgische dj met Nederlandse roots, die verschillende hits op zijn naam heeft staan. De bekendste zijn: "Mojito song", "Merenque", "Good Times", "Meneando", "Go Down", "La Calavera" en "Stay Away".

## Discografie

### Singles
| Single met eventuele hitnotering(en) in de Nederlandse Top 40 | Datum van verschijnen | Datum van binnenkomst | Hoogste positie | Aantal weken | Opmerkingen                                                    |
| ------------------------------------------------------------- | --------------------- | --------------------- | --------------- | ------------ | -------------------------------------------------------------- |
| Mojito song                                                   | 01-08-2008            | 01-11-2008            | 20              | 6            | Nr. 4 in de Single Top 100                                     |
| Merengue                                                      | 23-02-2009            | 18-04-2009            | tip2            | -            | met DJ Rebel / Nr. 9 in de Single Top 100                      |
| Party jam (Say whoop!)                                        | 23-02-2009            | -                     |                 |              | met Nils van Zandt & Jay Ritchey / Nr. 90 in de Single Top 100 |
| Good times                                                    | 15-03-2010            | -                     |                 |              | met Miss Autumn Leaves / Nr. 30 in de Single Top 100           |

| Single met hitnotering(en) in de Vlaamse Ultratop 50 | Datum van verschijnen | Datum van binnenkomst | Hoogste positie | Aantal weken | Opmerkingen                    |
| ---------------------------------------------------- | --------------------- | --------------------- | --------------- | ------------ | ------------------------------ |
| Mojito song                                          | 2008                  | 16-06-2008            | 2               | 29           |                                |
| Merengue                                             | 2009                  | 21-03-2009            | 5               | 23           | met DJ Rebel                   |
| Good times                                           | 2010                  | 10-04-2010            | 13              | 11           | met Miss Autumn Leaves         |
| Meneando                                             | 05-07-2010            | 24-07-2010            | 10              | 11           |                                |
| City where the party's on                            | 01-11-2010            | 20-11-2010            | 9               | 7            | met M.O. & Moonflower          |
| Cuba                                                 | 25-04-2011            | 14-05-2011            | 7               | 18           | & Gibson Brothers / Goud       |
| Amor prohibido                                       | 24-10-2011            | 05-11-2011            | tip29           | -            | met Ebon-E & Rayston Williams  |
| Non-stop dance                                       | 12-12-2011            | 24-12-2011            | 27              | 3            | met Philip D & Gibson Brothers |
| No vale la pena sufrir                               | 28-05-2012            | 09-06-2012            | tip37           | -            | met Daniel Santacruz           |
| Culo!                                                | 2012                  | 06-10-2012            | 21              | 9            |                                |
| Karma                                                | 2013                  | 16-02-2013            | tip19           | -            | met Kate Ryan                  |
| Fly                                                  | 2013                  | 22-06-2013            | tip95*          |              | met Brahim & P. Moody          |